# Європейські психологічні конгреси
Європейський психологічний конгрес – найвизначніший у Європі форум в галузі психологічних наук, на якому презентуються найбільш вагомі результати досліджень з психології, що проводяться європейськими вченими. Організатором конгресів є Європейська федерація асоціацій психологів. Конгреси проводяться один раз на два роки. 
| №  | Дата             | Місце проведення | Країна-організатор | Основні події | Кількість країн | Кількість учасників |
| 1  | 2—7 липня 1989   | Амстердам        | Нідерланди         |               |                 |                     |
| 2  | 8—12 липня 1991  | Будапешт         | Угорщина           |               |                 |                     |
| 3  | 4—9 липня 1993   | Тампере          | Фінляндія          |               |                 |                     |
| 4  | 2—7 липня 1995   | Афіни            | Греція             |               |                 |                     |
| 5  | 6—11 липня 1997  | Дублін           | Ірландія           |               |                 |                     |
| 6  | 4—9 липня 1999   | Рим              | Італія             |               |                 |                     |
| 7  | 1—7 липня 2001   | Лондон           | Велика Британія    |               |                 |                     |
| 8  | 6—11 липня 2003  | Відень           | Австрія            |               |                 |                     |
| 9  | 3—8 липня 2005   | Гранада          | Іспанія            |               |                 |                     |
| 10 | 3—6 липня 2007   | Прага            | Чехія              |               |                 |                     |
| 11 | 7—10 липня 2009  | Осло             | Норвегія           |               |                 |                     |
| 12 | 4—8 липня 2011   | Стамбул          | Туреччина          |               |                 |                     |
| 13 | 9—12 липня 2013  | Стокгольм        | Швеція             |               |                 |                     |
| 14 | 7—10 липня 2015  | Мілан            | Італія             |               |                 |                     |
| 15 | 11—14 липня 2017 | Амстердам        | Нідерланди         |               |                 |                     |
| 16 | 2—5 липня 2019   | Москва           | Росія              |               |                 |                     |
| 17 | 6—9 липня 2021   | Любляна          | Словенія           |               |                 |                     |